# Josef Tolar
Josef Tolar (* 30. srpna 1942 v Počátkách) je český sládek.

## Vzdělání
Maturoval v roce 1959 na gymnáziu v Českých Budějovicích. Po studiu na Vysoké škole chemicko-technologické v Praze nastoupil v roce 1965 do národního podniku Budějovický Budvar.

## Zaměstnání
Po základní vojenské službě se vrátil do Budějovického Budvaru jako vedoucí laboratoře a vedl i dalších 5 laboratoří v Jihočeských pivovarech. Po roce 1968 byl politických důvodů odstaven z vedoucí funkce na pozici technologa v laboratoři. V roce 1982 stal technologem závodu a od roku 1984 byl podsládkem. Na počátku roku 1985 byl jmenován sládkem Budějovického Budvaru. I po odchodu do důchodu k 31. 12. 2008 pracuje jako konzultant a byl členem poroty soutěže o nejlepší britské pivo.

## Ocenění
Josef Tolar má řadu podnikových ocenění, stříbrný džbánek spolku britských novinářů píšících o pivu z roku 2002, džbánek britské společnosti CAMRA z roku 2008, diplom Svazu pěstitelů chmele ČR, Sládek roku 2008 od Sdružení přátel piva a další pocty. Za celoživotní přínos oboru byl v roce 2009 uveden do Síně slávy českého pivovarství a sladařství.